# País do Futebol
"País do Futebol" é uma canção do cantor de funk ostentação brasileiro MC Guimê com participação especial do rapper Emicida. A canção foi lançada como single em 3 de novembro de 2013. O videoclipe foi dirigido por Fred Ouro Preto da Trator Filmes, e teve passagens em São Paulo e no Rio de Janeiro. Nele, o Brasil e os garotos que jogam futebol que moram na favela são homenageados.
A música foi selecionada como tema de abertura da telenovela Geração Brasil em maio de 2014.

## Escrita e lançamento
"País do Futebol" foi composta por MC Guimê e Emicida. Ela tem como foco principal ser uma música em comemoração a Copa do Mundo de 2014, em que o Brasil foi sede. Em outubro foi disponibilizada a pré-venda da canção no iTunes.

## Composição
"País do Futebol" é uma canção de funk ostentação e rap que tem duração de dois minutos e vinte e nove segundos. Possui em tema o poder de superação do brasileiro e foi escrita em homenagem ao jogador Neymar Jr. O arranjo usa mais instrumentos do que a base simples do "tamborzão", presente na maior parte das músicas do funk carioca atual. tendo um arranjo tradicional do funk com uma roupagem pop e versos em rap compostos por Emicida. Ela também utiliza menos o tema de artigos de luxo do funk ostentação; estilo que exalta produtos caros, a exemplo do hit "Plaquê de 100", de Guimê.

## Videoclipe
O lançamento do clipe de "País do Futebol", aconteceu no dia do show de MC Guimê no YouTube Music Awards, no Rio de Janeiro. O clipe teve direção de Fred Ouro Preto com o auxílio de Alex Miranda, sendo gravado em vários lugares, como uma mansão no Guarujá, uma rua na Vila Madalena e um campo de chão batido em Vila Isabel, na periferia de Osasco, onde Guimê nasceu. O clipe foi produzido em parceria com a empresa Red Bull.
Amigo pessoal de Guimê, Neymar participa do clipe jogando vídeo game, dançando e fazendo "embaixadinhas" junto com crianças da periferia, em sua grande parte, trazidas de base do time do Santos Futebol Clube. Outra participação especial fica por conta do craque japonês Tokura, campeão mundial do Red Bull Street Style, um das principais competições de futebol freestyle mundial.
Desde o primeiro dia de lançamento, o videoclipe da canção no YouTube alcançou 1 milhão de acessos em 24 horas de lançamento, e a música chegou no top 10 das canções mais vendidas do iTunes.

## Na cultura popular

### Televisão e filmes
A canção entrou na trilha sonora do documentário Pelada - Futebol na Favela, que tem direção de Alex Miranda. Ela também foi selecionada para ser tema principal da telenovela Geração Brasil em maio de 2014.

## Desempenho nas paradas
| Parada musical (2014)             | Melhor posição |
| --------------------------------- | -------------- |
| Brasil (Billboard Brasil Hot 100) | 11             |

## Prêmios e indicações
| Ano  | Prêmio                    | Categoria               | Resultado | Ref.   |
| ---- | ------------------------- | ----------------------- | --------- | ------ |
| 2014 | Prêmio F5                 | Hit do Ano              | Indicado  | [ 13 ] |
| 2014 | Caldeirão de Ouro         | As 10+ do Ano           | 2º Lugar  |        |
| 2014 | Melhores do Ano           | Música do Ano           | Indicado  | [ 14 ] |
| 2014 | Kids Choice Awards        | Hit Brasileiro Favorito | Indicado  |        |
| 2014 | Capricho Awards           | Hit Nacional            | Venceu    |        |
| 2014 | Prêmio Multishow          | Música Chiclete         | Indicado  |        |
| 2014 | Prêmio Multishow          | Melhor clipe TVZ        | Indicado  |        |
| 2014 | Meus Prêmios Nick         | Música do Ano           | Indicado  |        |
| 2014 | Prêmio Extra de Televisão | Melhor Música de Novela | Indicado  |        |
| 2014 | Prêmio Jovem Brasileiro   | Música do Ano           | Indicado  |        |
| 2014 | Prêmio Jovem Brasileiro   | Clipe do Ano            | Indicado  |        |